# Картье, Жорж Этьенн
Жорж Этьенн Картье (6 сентября 1814 года, Нижняя Канада — 20 мая 1873 года, Лондон, Англия) — канадский политик, премьер-министр провинции Канада и Канады Восток. Является одним из отцов канадской конфедерации — принимал участие во всех трёх конференциях, предваряющих её образование.

## Биография
Жорж Этьенн Картье родился в зажиточной семье Жака Картье и Маргариты Парадиз. Его отец полагал, что является потомком младшего брата первооткрывателя Канады Жака Картье. Историки считают, что это мнение ошибочно, однако не исключают родства с известным мореплавателем. Предки Жоржа Этьенна Картье занимались торговлей солью и рыбой, а его дед основал поселение Saint-Antoine примерно в 50 км от Монреаля и разбогател на торговле зерном. Жорж Этьенн был седьмым из восьми детей в семье и при крещении получил имя Жорж в честь короля Великобритании Георга III.
Образованием Жоржа Этьенна Картье поначалу занималась мать, а в 1824 году он поступил в колледж в Монреале. В 1831 году он получил образование и начал проходить практику в офисе адвоката Родье, активного члена партии Патриотов. 9 ноября 1835 года Картье вступил в гильдию адвокатов Нижней Канады и начал работать вместе со своим бывшим работодателем.
24 июня 1834 года на собрании квебекских Патриотов в Монреале была впервые исполнена песня Картье «О Канада! Моя страна, моя любовь». День, когда была исполнена песня (ныне забытая), был провозглашён Национальным праздником Квебека.
Достоверно неизвестно, принимал ли Картье активное участие в восстании Патриотов. В 1834 году он принимал участие в предвыборной программе Луи-Жозефа Папино и Роберта Нельсона, а позднее, в 1837 году, принимал участие в некоторых собраниях Патриотов. В ряде разговоров он шутливо называл себя повстанцем, однако в письме секретарю лорда Дарема от 20 сентября 1838 года Жорж Этьенн Картье написал, что не может «предать клятву, данную правительству Её Величества в провинции Нижняя Канада» (англ. forfeited his allegiance to the government of Her Majesty in the province of Lower Canada). Вместе с тем известно, что в 1837 году он был вместе с повстанцами во время стычки в Сен-Дени.
После подавления восстания Картье был вынужден некоторое время скрываться, но уже в 1838 году вернулся к практике, которой активно занимался вплоть до 1848 года.

## Политическая карьера
С 1842 года Картье окунулся в политическую жизнь региона. Он поддерживал Луи-Ипполита Лафонтена, а с 1844 года ему неоднократно предлагали войти в правительство и занять министерский пост. Картье согласился только в 1848 году, став членом законодательного собрания объединённой Канады.
В 1852 году Картье представил в правительство законопроект о создании железнодорожной компании Grand Trunk Railway, а в 1853 году стал юридическим советником при правительстве Восточной Канады. Это позволило его оппонентам безуспешно обвинить Картье в коррупции. Вместе с тем, Картье был сильно вовлечён в дела компании, он хотел сделать Монреаль трансконтинентальным торговым центром. Благодаря Картье Квебек получил гражданский кодекс и была упразднена сеньоральная система раздела земли.
В 1858—1862 годах Картье был премьер-министром Восточной Канады.
В 1867 году, несмотря на своё прошлое, Картье стал первым министром милиции в Канадской конфедерации. В 1872 году Картье проиграл на выборах в федеральное правительство, во многом благодаря недовольству церкви.

## Наследие
В честь Картье названы многие объекты в Канаде, в том числе Международный аэропорт Макдональда-Картье и мост Макдональда-Картье в Оттаве.